# 1656 en musique classique
| \| • Retour à la chronologie générale de la musique classique • \| |
| Grèce • Rome • Haut Moyen Âge • VIIIe siècle • IXe siècle • Xe siècle • XIe siècle XIIe siècle • XIIIe siècle • XIVe siècle • XVe siècle • XVIe siècle • XVIIe siècle XVIIIe siècle • XIXe siècle • XXe siècle • XXIe siècle |
| • Retour à la chronologie générale de la musique classique • |

| Années en musique classique : 1653 - 1654 - 1655 - 1656 - 1657 - 1658 - 1659    |
| Décennies en musique classique : 1620 - 1630 - 1640 - 1650 - 1660 - 1670 - 1680 |

## Événements
- The Siege of Rhodes (le Siège de Rhodes), premier opéra anglais créé par sir William Davenant.
- Orontea, opéra de Pietro Marc Antonio Cesti.
- Ballet de Psyché, de Jean-Baptiste Lully.
- Ballet de la galanterie du temps, de Jean-Baptiste Lully.

## Naissances

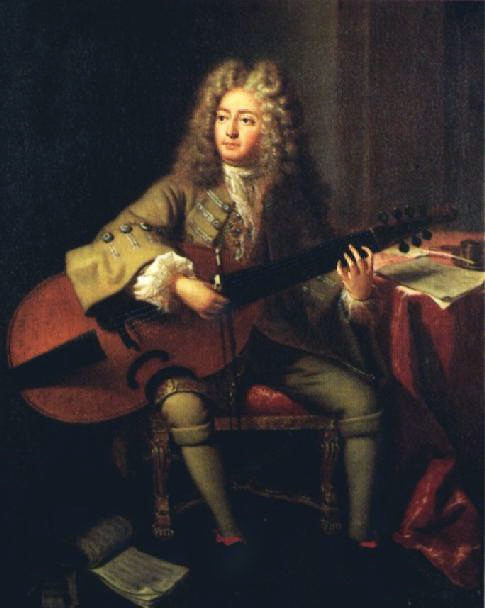
Marin Marais

- 12 février : Thomas Babou, organiste et compositeur wallon († 1740).
- 31 mai : Marin Marais, violiste ou gambiste et compositeur français († 15 août 1728).
- 6 septembre : Johann Caspar Ferdinand Fischer, compositeur allemand († 27 août 1746).

Date indéterminée :
- Giovanni-Battista Agneletti, compositeur italien († 1673).
- Jean-Baptiste Moreau, compositeur et musicien français († 24 août 1733).
- Jacques Paisible, compositeur  et virtuose de la flûte à bec français († 1721).
- Johan Snep, compositeur, gambiste, organiste, poète et exploitant d'un café néerlandais († 1719).
- Johann Paul von Westhoff, compositeur et violoniste allemand († 17 avril 1705).

## Décès
- 9 juin : Thomas Tomkins, compositeur gallois (° 1572).
- 15 juillet : Erasmo Bartoli, compositeur, organiste et pédagogue italien (° 4 mars 1606).
- 1er août : François de Chancy, chanteur, luthiste et compositeur français.

Date indéterminée :
- Artus Aux-Cousteaux, compositeur et maître de chapelle français (° vers 1590).
- Pierre III Chabanceau de La Barre, compositeur français (° 1592).
- Andrea Falconieri, compositeur italien (° 1585).
- Michelangelo Rossi, compositeur, violoniste et organiste italien (° 1601 ou 1602).
- Francesco Turini, compositeur et organiste italien (° vers 1589).